# Социальная альтернатива
Социальная альтернатива (итал. Alternativa Sociale, AS) — итальянская политическая коалиция крайне правого направления. Действовала в 2003—2006 годах. Объединяла партии «Социальное действие» (Алессандра Муссолини), «Новая сила» (Роберто Фиоре), Социальный национальный фронт (Адриано Тильгер), Fiamma Tricolore (Люка Романьоли). Ассоциировалась прежде всего с именем Алессандры Муссолини (внучки Бенито Муссолини, фашистского диктатора 1922—1943 годов).

## 2003. Состав коалиции
В 1992—1995 Алессандра Муссолини состояла в традиционной неофашистской партии Итальянское социальное движение (MSI), в 1995—2003 — в созданном на основе MSI национал-консервативном Национальном альянсе (AN) Джанфранко Фини. В ноябре 2003 между внучкой дуче и лидером AN возник острый конфликт: находясь в Израиле, Фини назвал фашизм «абсолютным злом XX века». Такое высказывание было неприемлемо для Алессандры Муссолини, политический имидж которой формировался на ассоциациях с дедом. Муссолини-внучка демонстративно порвала с AN.
Муссолини приступила к формированию своей партии «Социальное действие», первоначально называвшееся Lista Alessandra Mussolini — Libertà di Azione — «Список Алессандры Муссолини — Свобода действий».
Программа партии мало отличалась от AN, но на риторическом уровне больше напоминала традицию MSI. В 2004 предстояли выборы в Европарламент. Партии требовались союзники. Таковыми стали:
- консервативно-традиционалистская «Новая сила» (FN) Роберто Фиоре, в 1980-х обвинявшегося в терроризме и до 1999 находившегося в эмиграции;
- радикально неофашистский Социальный национальный фронт (FSN) Адриано Тильгера, бывшего активиста Национального авангарда, соратника Стефано Делле Кьяйе;
- с 2005 примкнула партия Fiamma Tricolore, наиболее крупная из неофашистских организаций Италии, созданная в 1995 по инициативе Пино Раути, но возглавленная к тому времени Люкой Романьоли.

Поначалу к блоку примыкал также Пино Раути, ещё руководивший Fiamma Tricolore. Но уже в январе 2004 Раути отказался выступать в роли «такси в Европу для Алессандры Муссолини»:

Моя партия объединяет тех, кто Чёрный. Я думал к выборам собрать под нашим символом все группы инакомыслящих. Но вместо этого… лишь римские салюты и взывания к дуче.

Показательно, что убеждённый фашист Раути не усмотрел во внучке Муссолини принципиальной единомышленницы.

## 2004—2005. Успех и скандал
Коалиция получила название Социальная альтернатива (AS). На евровыборах 2004 AS получила 1,2 % голосов, что обеспечило мандат Алессандре Муссолини. С учётом ограниченного политического ресурса такой результат мог считаться успешным.
Но повторить даже его на региональных выборах 2005 уже не удалось. Коалиция набрала в среднем около 1 %, максимальный показатель — 2 % — был достигнут в Лацио, где безуспешно баллотировалась сама Муссолини.
Выборы 2005 в Лацио сопровождались скандалами, сильно подорвавшими позиции AS. Первоначально избирательный список коалиции был отклонён из-за нарушений в ходе подписной кампании. Возник острый — и совершенно не идейный — конфликт между Алессандрой Муссолини и главой региона Франческо Стораче, авторитетным крайне правым деятелем, лидером партии La Destra. При этом Алессандра Муссолини вела себя резко эмоционально, вплоть до обвинений в заговоре, публичного крика и объявления голодовки.
Впоследствии это переросло в крупный политический сканадал Laziogate — «Лациогейт», в ходе которого Стораче, к тому времени ставший министром здравоохранения Италии, был обвинён в «политическом шпионаже» за Муссолини и вынужденно покинул правительство. Ситуация не способствовала повышению престижа ультраправых, подтолкнув наблюдателей к размышлениям и обобщениям:

Полвека ожесточённых столкновений из-за личной ненависти. Фантастические сюжеты между соратниками.

## 2006. Избирательная неудача
На парламентских выборах 2006 Алессандра Муссолини блокировалась с Домом свобод Сильвио Берлускони. Это вызвало резко негативную реакцию Фиоре и в особенности Тильгера. Последовательные неофашисты считали недопустимыми идеологические уступки. Берлускони также заявил о неприемлемости для «Дома свобод» таких союзников, как FN и FSN.
Коалиция оказалась на грани раскола. Наблюдатели посчитали, что союз с такими деятелями, как Тильгер и Фиоре — более опытными, жёсткими, идеологически мотивированными, привлекавшимися к судебной ответственности за экстремизм и терроризм — изначально являлся ошибкой Алессандры Муссолини, относительно умеренного системного политика.
16 февраля 2006 Муссолини, Тильгер и Фиоре провели совместную пресс-конференцию, на которой заявили об отказе от выдвижения собственных кандидатур в парламент. При этом они потребовали включения в коалиционную программу своих партийных положений, преимущественно социального характера: помощь Югу Италии, государственная поддержка семьи, ограничение банковских процентов по кредитам, усиление мер безопасности, расширение плебисцитарных форм самоуправления. В то же время началась острая полемика между Алессандрой Муссолини и партией Fiamma Tricolore, которая по «раутианской» традиции стала вносить в предвыборную программу просоциалистические тезисы — социализация прибылей, участие рабочих в управлении производством — восходящие к идеологии Республиканской фашистской партии и Итальянской социальной республики 1943—1945 годов. Было очевидно, что такого рода установки Муссолини-деда неприемлемы для Берлускони и, соответственно, для Муссолини-внучки. Завязалась резкая полемика, со стороны Fiamma Tricolore последовали обвинения в отходе от заветов «деда Бенито». Полемика в Сети сопровождалась взломом сайта Алессандры Муссолини.
Другим требованием стало включение кандидатуры Мауро Флориани — мужа Алессандры Муссолини — в избирательный список партии Берлускони «Вперёд, Италия» Несколько дней спустя кандидатура самой Муссолини снова была выдвинута. Такие зигзаги в сочетании с идеологической нестойкостью усиливали раздражение союзников по AS.
В итоге AS получила лишь 255 тысяч голосов на выборах в палату депутатов (0,7 %) и 214 тысяч на выборах в сенат (0,6 %). Ни в одной из палат не было получено ни одного мандата.

## Распад коалиции
Алессандра Муссолини сделала из поражения вывод о необходимости союза с Берлускони на его условиях. Она фактически отказалась от собственных политических проектов и вступила в партию «Вперёд, Италия». Это позволило ей при поддержке Берлускони избраться в парламент в 2008 и продолжать политическую карьеру. FN, FSN и Fiamma Tricolore продолжили самостоятельную деятельность.
Коалиция «Социальная альтернатива» в своём замысле производила впечатление консолидированного фронта итальянских ультраправых. Имя Муссолини, предполагаемое участие ветерана-идеолога Раути, подключение других активистов Свинцовых семидесятых символизировали историческую преемственность, а социальные акценты программы — соответствие духу времени. Однако проект не удался из-за противоречий между участниками, прагматичных целей Алессандры Муссолини и эффективности политики Берлускони, «монополизировавшего» правый фланг итальянской политики.